# Rincón de Zetina
Rincón de Zetina är en ort i Mexiko.   Den ligger i kommunen Queréndaro och delstaten Michoacán de Ocampo, i den södra delen av landet, 180 km väster om huvudstaden Mexico City. Rincón de Zetina ligger 2 160 meter över havet och antalet invånare är 295.
Terrängen runt Rincón de Zetina är lite bergig. Runt Rincón de Zetina är det ganska tätbefolkat, med 90 invånare per kvadratkilometer. Närmaste större samhälle är Zinapécuaro, 10,9 km norr om Rincón de Zetina. I omgivningarna runt Rincón de Zetina växer i huvudsak blandskog.